# Truskavec'
Truskavec' (in ucraino Трускавець?; in polacco Truskawiec) è una città ucraina (28 287 abitanti) situata nel distretto di Drohobyč nell'oblast' di Leopoli. Ospita l'amministrazione della comunità territoriale di Truskavec', una delle comunità territoriali dell'Ucraina.
Fino al 18 luglio 2020 Truskavec' costituiva una città di rilevanza regionale e apparterneva al Comune di Truskavec'. Come parte della riforma amministrativa dell'Ucraina, che ridusse a sette il numero di distretti dell'oblast' di Leopoli, la città fu integrata nel distretto di Drohobyč.
Truskavec' è famosa per le sue sorgenti minerali, che ne hanno fatto una delle grandi stazioni termali dell'Ucraina. Per la maggior parte dei visitatori l'obiettivo primario sta nel provare le diverse acque locali. La più famosa è l'acqua Naftusia, ricca di zolfo. La città si trova in una valle, ai piedi dei Carpazi, non lontano da Leopoli.

## Amministrazione

### Gemellaggi
Truskavec' è gemellata con:
- Jasło[7]
- Limanowa
- Przemyśl
- Ludza
- Wathlingen
- Działdowo
- Dolný Kubín
- Tskhaltubo
- Chianciano Terme